# Friuli Grave Cabernet franc
Il Friuli Grave Cabernet franc è un vino DOC la cui produzione è consentita nelle province di Pordenone e Udine.

## Caratteristiche organolettiche
- colore: rosso rubino intenso tendente al granato se invecchiato.
- odore: caratteristico, erbaceo.
- sapore: gradevole, fine, asciutto.

## Produzione
Provincia, stagione, volume in ettolitri
- Pordenone  (1990/91)  2077,19
- Pordenone  (1991/92)  4880,86
- Pordenone  (1992/93)  6958,72
- Pordenone  (1993/94)  8614,82
- Pordenone  (1994/95)  9048,47
- Pordenone  (1995/96)  9492,25
- Pordenone  (1996/97)  13381,71
- Udine  (1990/91)  814,21
- Udine  (1991/92)  901,06
- Udine  (1992/93)  2040,97
- Udine  (1993/94)  3722,85
- Udine  (1994/95)  4296,48
- Udine  (1995/96)  3756,43
- Udine  (1996/97)  4804,57